# ボーノ相模大野
ボーノ相模大野（ボーノさがみおおの、bono SAGAMIONO）は、神奈川県相模原市南区相模大野にある大型複合施設。
小田急小田原線・小田急江ノ島線の相模大野駅北口の西側に立地し、相模大野駅西側地区第一種市街地再開発事業で計画された。建物は北棟と南棟の2棟で構成され、北棟は大型商業施設と駐車場棟、南棟は2棟のタワーマンションと商業施設が配置されている。

## 概要
当初は再開発事業の核店舗として髙島屋が出店を予定したがのちに出店計画を白紙撤回し、現施設に計画変更した。
再開発事業のタウンネーミングは一般公募により「bono（ボーノ）相模大野」と2012年3月24日に決定し、工事の進捗に併せて地権者のみずほ銀行が5月7日に、横浜銀行が5月14日に、それぞれ施設内へ移転した。
2013年3月15日に商業施設部分を開業した。同施設のショッピングセンターを運営する野村不動産が、初めて自社開発した大型商業施設である。
相模大野駅と施設間はペデストリアンデッキ「サンデッキ」で結ばれ、北棟と南棟の間を通る連絡通路は「ボーノウォーク」と愛称される。2013年度冬期に施設来店者の歩行環境改善を目的に、施設のビル風で歩行に影響したボーノウォークにガラス防風壁を、雨対策としてサンデッキに屋根を、それぞれ設置した。
クリスマスシーズンは、施設周辺でクリスマスイルミネーションが施され、2016年までは1階「ボーノ広場」に高さ約7mのシンボルツリーを設置した。

## 沿革
- 2012年（平成24年）
  - 3月24日 - 一般公募した再開発事業のタウンネーミングが「bono（ボーノ）相模大野」に決定。
  - 5月7日 - みずほ銀行が施設内へ移転する[2]。
  - 5月14日 - 横浜銀行が施設内へ移転する[3]。
- 2013年（平成25年）3月15日 - 商業施設部分が開業する[4]。
- 2016年（平成28年）3月26日 - ショッピングセンター2階を食の専門店フロア「ボーノ食専館」として刷新する[7]。

## 構成

### 商業施設
ショッピングセンターとノースモールは北棟に、サウスモールは南棟に入居しており、合計3つの商業エリアで構成されている。
※詳しい店舗の詳細は公式サイト
「フロアガイド」を参照のこと。
北棟
■ショッピングセンター
- 地上1 - 6階。ボーノ相模大野の3エリアの中で店舗数が最多である。1階はスーパーマーケットのライフ、2階は食料品ゾーン「ボーノ食専館」が入る。4階はセリア、5階はスポーツジムのメガロス、6階は様々なテナント（2019年1月まではレストラン街）が立ち並んだ屋上庭園「Saga-niwa」となっているが、この2フロアは当初、シネマコンプレックスの入居を計画した。 2019年10月4日から2024年12月15日まで3階に伊勢丹相模原店が小型店として入居していた。

■ノースモール
- 地上1 - 4階。レストラン・カフェなどがある。4階は相模原市の公共施設「相模大野パスポートセンター」がある。

南棟
■サウスモール
- 地上1 - 5階。コンビニエンスストア、金融機関、医療関連などがある。2階は飲食店街「ボーノ横丁」、3階は相模原市立市民・大学交流センター「ユニコムプラザさがみはら」がある。再開発前に事業区域内で営業した地権者の一部がテナントとして入居している。

### その他施設
北棟
- 駐車場棟
  - 相模原市営相模大野駅西側自動車駐車場
  - 相模原市営相模大野駅西側自転車駐車場

南棟
- プラウドタワー相模大野（分譲タワーマンション、26階建て）
- スカイフラッツ（賃貸タワーマンション、20階建て）

## 交通

### 鉄道
- 小田急電鉄小田原線・江ノ島線相模大野駅北口より徒歩約3分（ペデストリアンデッキ直結）

### バス
- 神奈川中央交通
  - 相模大野駅北口
  - 相模大野駅南口

### 自家用車
最寄りの高速道路インターチェンジは、東名高速道路横浜町田インターチェンジより約5km。当施設には駐車場棟があり、722台の自動車が収容可能である。

## 周辺の商業施設
- 相模大野ステーションスクエア
- 岡田屋モアーズ